# Федір Вовк (генеральний осавул)
Фе́дір (Фесько́) Я́кович Вовк (? — після 1670) — державний і військовий діяч доби Гетьманщини, дипломат. Генеральний осавул (1658, 1659).

## Походження
Належав до панів — знатного прошарку шляхти Речі Посполитої. На думку В. Кривошеї, був родичем київського війта Федора Вовка (1587-1593), що походив зі старовинного литовського боярського роду, представники якого володіли маєтками у Любецькому старостві Київського воєводства.

## Життєпис
На початку Визвольної війни приєднався до війська Богдана Хмельницького. У Реєстрі 1649 записаний як сотник Крилівської сотні Чигиринського полку (В. Кривошея ототожнює майбутнього генерального осавула з іншим Федором Вовком із Реєстру 1649 — черкаським сотником).
У 1650-х, ймовірно, обіймав уряди у полковій старшині, якийсь час був чигиринським полковим осавулом. Його брат чи син Ян Вовченко у 1656 очолював Крилівську сотню.
У вересні 1658 призначений генеральним осавулом разом з іншим чигиринським полковим старшиною Іваном Скоробагатьком. 11 вересня перебував у таборі гетьмана Івана Виговського під Липовою Долиною, де взяв участь у зустрічі з московським послом В. Кікіним. 12 вересня погодився стати таємним інформатором Кікіна, за що отримав «дві пари соболів». 13-15 вересня розповів московському послу зміст допиту гетьманом кошового отамана Як. Барабаша, також поінформував про плани Виговського віддати «пушкарівців» у ясир кримським татарам. Історик М. Грушевський допускав, що Вовк міг узгоджувати ці дії з Виговським.
У жовтні брав участь у боях з московитами під Києвом. 9 листопада був у складі посольства Війська Запорозького до московського воєводи у Києві В. Шереметьєва. Від імені гетьмана уклав перемир'я з московським військом.
Наприкінці 1658 втратив посаду. У січні 1659 вдруге згаданий на уряді крилівського сотника. У травні їздив до Варшави на сейм у складі козацького посольства.
Підтримав Юрія Хмельницького під час антигетьманського повстання у вересні 1659. На раді під Германівкою 11 вересня обраний генеральним осавулом в уряді Хмельницького. Проте на посаді пробув недовго: Переяславські статті з московським урядом 17 жовтня як генеральні осавули підписали Іван Ковалевський та Онисим Чобітько.
1660 обіймав уряд крилівського городового отамана. Історик В. Заруба ототожнює його з Федором Вовком, який у 1670 році був наказним бориспільським сотником. Дата смерті невідома.